# Bisko
Bisko falu Horvátországban Split-Dalmácia megyében. Közigazgatásilag Triljhez tartozik.

## Fekvése
Splittől légvonalban 21, közúton 29 km-re északkeletre, Sinjtől légvonalban 14, közúton 19 km-re délkeletre, községközpontjától 7 km-re délnyugatra a dalmát Zagora területén, Cetina szurdokának nyugati partja felett, a 62-es számú főút mentén fekszik. Településrészei:  Donji Kraj, Gornji Kraj, Grmljani és Mirić.

## Története
A település neve 1322 májusában egy a Babonićok és a Šubićok közötti birtokvita során bukkan fel először. Középkori történetéről Dalmáciának ehhez e térségéhez hasonlóan általában csak nagyon hézagos adatok állnak rendelkezésre. Az Orlovacon található illír várrom és halomsírok arról mesélnek, hogy itt már az ókorban is éltek emberek. A kora középkori horvát állam időszakából két sírkő maradt fenn. Nagyobb középkori temető maradványai találhatók a településtől keletre fekvő Poljanicán, ahol 28 sírt tártak fel. Közülük az egyik sírkövön az 1440-es évszám szerepel. Közelében Francesco Foscari velencei dózse (1423. – 1457.) egyik pénzérméjét is megtalálták. Egy másik 15. századi sírkő található a plébániatemplom közelében fekvő mai temetőben. A török a 16. század elején szállta meg ezt a területet és uralma közel kétszáz évig tartott. Amint az az 1572. évi összeírásból is kiderül keresztény lakosság egy része a török uralom idején is megmaradt. Ekkor hat házban mintegy száz lakos élt a településen. 1625-ben a plébános 130 lelket számlált a faluban, mely a népesség korabeli összetételét figyelembe véve mintegy 160 – 170 lakost jelenthetett. A hiteles források alapján bizonyosan megállapítható, hogy a környéken Bisko volt az egyetlen falu, mely a török uralom idején nemcsak régi keresztény lakosságát, de régi templomát és a plébánia birtokait megőrizte és legalább 1618 óta, ha nem korábbtól külön plébánosa is volt. Ebben az időszakban Bisko a Klisszai szandzsák része volt és a moreiai háború idején (1684 – 1699) szabadult fel a török uralom alól. A Kamešnica környéki falvakat a velencei uralom első éveiben 1691 után a sinji ferencesek vezetésével telepítették be Boszniából és Hercegovinából érkezett keresztény lakossággal. A letelepített családok katonai szolgálatuk fejében földet, birtokot kaptak a velencei hatóságoktól. A törökök és a velenceiek közötti kisebb háborúk és összecsapások azonban a térség gazdasági fejlődését még sokáig hátráltatták. Az 1709-es velencei összeírás szerint Bisko Marko Sučić Akrap bandériumának részeként 36 családdal és 209 családtaggal rendelkezett, akik 19 különféle vezetéknevet viseltek. 1718-ban a biskoi plébániának mintegy 350 lakosa volt. Ebben az időszakban alakultak ki a ma is létező településrészek Donji Kraj, Gornji Kraj, Grmljani és Mirić. 1753-ban a falunak 45 háza volt. A velencei uralomnak 1797-ben vége szakadt és osztrák csapatok vonultak be Dalmáciába. 1806-ban az osztrákokat legyőző franciák uralma alá került, de Napóleon lipcsei veresége után 1813-ban újra az osztrákoké lett. A településnek 1857-ben 474, 1910-ben 610 lakosa volt. 1918-ban az új szerb-horvát-szlovén állam, majd később Jugoszlávia része lett. A háború után a szocialista Jugoszláviához került. 1991 óta a független Horvátországhoz tartozik. Az 1990-es évek óta lakossága folyamatosan csökkent. 2011-ben a településnek 395 lakosa volt.

## Lakosság
| Lakosság változása | Lakosság változása | Lakosság változása | Lakosság változása | Lakosság változása | Lakosság változása | Lakosság változása | Lakosság változása | Lakosság változása | Lakosság változása | Lakosság változása | Lakosság változása | Lakosság változása | Lakosság változása | Lakosság változása | Lakosság változása |
| ------------------ | ------------------ | ------------------ | ------------------ | ------------------ | ------------------ | ------------------ | ------------------ | ------------------ | ------------------ | ------------------ | ------------------ | ------------------ | ------------------ | ------------------ | ------------------ |
| 1857               | 1869               | 1880               | 1890               | 1900               | 1910               | 1921               | 1931               | 1948               | 1953               | 1961               | 1971               | 1981               | 1991               | 2001               | 2011               |
| 474                | 458                | 475                | 517                | 605                | 610                | 586                | 627                | 587                | 604                | 564                | 578                | 514                | 509                | 470                | 395                |

## Nevezetességei
- Szent Mihály tiszteletére szentelt római katolikus plébániatemploma[4] egyhajós, négyszögletes apszisú, kőből épített épület. Az ősi plébániatemplom helyére építették, mely körül egykor szintén temető volt. A török uralom alóli felszabadulás után ezt a kis templomot részben lebontották és felépítették az új templomot, melyet a régi templom apszisához illesztettek. Ezt erősíti meg 1709-ben az egyházlátogatáskor Cupilli érsek is, amikor azt írja, hogy az új templom a régi bővítése, melyből csak három oszlop maradt meg a boltozat egy részével. Akkor a templom új részeit még náddal fedték és csak az apszist fedték kőlapok. Az épület hossza 16 könyök, szélessége 8 könyök volt, mely 11, illetve 5 és fél méternek felelt meg. Amint azt Bizza érsek 1748-ban írja a templom újabb részei fából épültek. Mai formáját 1753-tól nyerte el, amikor a homlokzat középső szintjéig kvadrátkövekből építették át. Befejezése utáni felszentelése 1769. május 24-én történt, erről a bejárat feletti kőtábla felirata emlékezik meg. A bejárat mindkét oldalán kis négyszögletes ablak, felül a homlokzaton pedig egy kis körablak látható. Az oromzaton áll a pengefalú harangtorony benne három haranggal. 1970-ben a szentélyt a hajóval azonos szélességűre bővítették. Ekkor készült a szembemiséző oltár, míg a régi oltárt az apszis falához helyezték, a régi fakórust pedig betonépítményre cserélték ki. A tetőt betonlapokkal fedték. A főoltár képe Szűz Máriát és Szent Mihály ábrázolja, a mellékoltárokon a Kármelhegyi boldogasszony, illetve Szent Mátyás apostol képe látható. A hajó középső részén helyezték el Jézus szíve és Mária szíve szobrait. A mai különálló harangtornyot 2008-ban építtette az érsekség, melynek alsó szintjét 2009-ben a plébánia kőlapokkal burkoltatta be. Felszentelése 2010-ben történt. A színes üvegablakok 2015-ben készültek. A templomot temető övezi, melyet kőfallal kerítettek be.
- A gornji kraji Szent Rókus fogadalmi kápolna[5] 1732-ben épült, amikor a településen pestisjárvány pusztított. Az egyhajós, nyeregtetős, barokk épület a Bisko falu feletti dombon található. Téglalap alaprajzú, apszis nélküli, dongaboltozatos, a bejárat két oldalán két félköríves ablak, felette hatágú rozetta látható. A kapuzat áthidalójába az 1744-es évszámot vésték. Az oromzaton álló harangtoronyban egy harang található.  Faragott kőből épült. A templom belsejében egy rusztikus falazott oltár található Szent Rókus és Szent Sebestyén szobraival.
- A donji kraji Bulati településrészen álló Szent Antal kápolnát a Bulat család építtette.

## Fordítás
Ez a szócikk részben vagy egészben  a   Bisko című horvát Wikipédia-szócikk ezen változatának fordításán alapul.  Az eredeti cikk szerkesztőit annak laptörténete sorolja fel. Ez a jelzés csupán a megfogalmazás eredetét és a szerzői jogokat jelzi, nem szolgál a cikkben szereplő információk forrásmegjelöléseként.